# Zdzisław Kapka
Zdzisław Ryszard Kapka (ur. 7 grudnia 1954 w Krakowie) – polski piłkarz i działacz piłkarski. W latach 1973–1981 reprezentant Polski w piłce nożnej. Zdobywca trzeciego miejsca na Mistrzostwach Świata 1974.

## Kariera zawodnicza

### Kariera klubowa
Napastnik, pomocnik. Wychowanek Wisły Kraków, której zawodnikiem był w latach 1968–1983 i 1987. W pierwszym zespole Wisły zadebiutował w wieku 17 lat podczas tournée po USA. W latach 1980–1983 nosił kapitańską opaskę zespołu Wisły. W lidze w trakcie 13 sezonów rozegrał w pierwszej lidze 327 meczów i strzelił 93 gole. W sezonie 1973/1974 został królem strzelców polskiej ligi. Natomiast w sezonie 1977/1978 zdobył z Wisłą tytuł Mistrz Polski. W latach 1983–1986 był zawodnikiem amerykańskiego klubu Pittsburgh Spirit. Do Wisły powrócił wiosną 1987 roku. Wystąpił w czterech meczach drugiej ligi. po czym zakończył karierę zawodniczą.

### Kariera reprezentacyjna
14-krotny reprezentant kraju w latach 1973–1981. Z seniorską reprezentacją Polski zajął 3. miejsce na Mistrzostwach Świata 1974. Grał również w drużynie do lat 18, z którą zajął 3. miejsce na mistrzostwach Europy U-18 w 1972 roku.
| Mecze w reprezentacji | Mecze w reprezentacji | Mecze w reprezentacji | Mecze w reprezentacji | Mecze w reprezentacji | Mecze w reprezentacji | Mecze w reprezentacji | Mecze w reprezentacji | Mecze w reprezentacji |
| lp.                   | Data                  | Miejsce               | Przeciwnik            | Rezultat              | Rozgrywki             | Grał                  | Uwagi                 |                       |
| --------------------- | --------------------- | --------------------- | --------------------- | --------------------- | --------------------- | --------------------- | --------------------- | --------------------- |
| 1.                    | 21 października 1973  | Dublin                | Irlandia              | 0-1                   | towarzyski            | do 45'                |                       |                       |
| 2.                    | 13 kwietnia 1974      | Port-au-Prince        | Haiti                 | 1-2                   | towarzyski            | 90'                   |                       |                       |
| 3.                    | 15 kwietnia 1974      | Port-au-Prince        | Haiti                 | 3-1                   | towarzyski            | do 8'                 |                       |                       |
| 4.                    | 15 maja 1974          | Warszawa              | Grecja                | 2-0                   | towarzyski            | od 46'                |                       |                       |
| 5.                    | 6 lipca 1974          | Monachium             | Brazylia              | 1-0                   | MŚ 1974               | od 73'                |                       |                       |
| 6.                    | 4 września 1974       | Warszawa              | NRD                   | 1-3                   | towarzyski            | od 73'                |                       |                       |
| 7.                    | 7 września 1974       | Wrocław               | Francja               | 0-2                   | towarzyski            | do 75'                |                       |                       |
| 8.                    | 12 czerwca 1977       | La Paz                | Boliwia               | 2-1                   | towarzyski            | od 55'                | Gol                   |                       |
| 9.                    | 19 czerwca 1977       | São Paulo             | Brazylia              | 1-3                   | towarzyski            | od 76'                |                       |                       |
| 10.                   | 24 sierpnia 1977      | Wiedeń                | Austria               | 1-2                   | towarzyski            | od 46'                |                       |                       |
| 11.                   | 19 sierpnia 1979      | Słupsk                | Libia                 | 5-0                   | towarzyski            | do 58'                |                       |                       |
| 12.                   | 24 maja 1981          | Bydgoszcz             | Irlandia              | 3-0                   | towarzyski            | od 46'                |                       |                       |
| 13.                   | 2 września 1981       | Chorzów               | Niemcy                | 0-2                   | towarzyski            | od 71'                |                       |                       |
| 14.                   | 23 września 1981      | Lizbona               | Portugalia            | 0-2                   | towarzyski            | od 61'                |                       |                       |

## Działacz sportowy
Był menedżerem, wiceprezesem, pełnił obowiązki prezesa Wisły Kraków; ostatecznie znalazł się na stanowisku doradcy zarządu ds. kontaktów z klubami. Doprowadził do rezygnacji Grzegorza Mielcarskiego z funkcji dyrektora sportowego Wisły. Z ramienia niemieckiej firmy menedżerskiej avancesport GmbH (związanej z Adamem Mandziarą) zaangażowany był w utworzenie sportowej spółki akcyjnej w Lechii Gdańsk. Od sierpnia 2007 do stycznia 2008 był menedżerem Łódzkiego Klubu Sportowego. We współpracy z Tadeuszem Dąbrowskim i Adamem Mandziarą doprowadził do zakupu 20 lutego 2008 udziałów w KSZO Ostrowiec Świętokrzyski przez należącą do Wolfganga Vöge niemiecko-szwajcarską firmę „Vöge”. Wskutek wycofania się firmy Vöge z ostrowieckiej spółki, 27 listopada 2008 podał się do dymisji.

## Życie prywatne
Ukończył Technikum Kolejowe w Krakowie.
Zdzisław Kapka, w wyborach w 2004, startował do Europarlamentu z trzeciej pozycji na liście Socjaldemokracji Polskiej. W oświadczeniu lustracyjnym napisał, że pracował w organach bezpieczeństwa PRL. W późniejszym wywiadzie prasowym wyjaśnił, że grając w Wiśle, miał tzw. lewy etat w milicji. W tamtych czasach na takich zasadach byli zatrudnieni wszyscy piłkarze Wisły. Kapka podkreślił, że na nikogo nie donosił, nie inwigilował, ani nie podsłuchiwał.

To dlaczego napisał Pan w oświadczeniu: „Pracowałem w organach bezpieczeństwa państwa”? Przecież milicja do nich nie należy!

– Dla świętego spokoju. SB i MO w tamtych czasach to był jeden resort. Nie napisałbym, że współpracowałem, to później ktoś by wyciągnął, że byłem w MO, brałem stamtąd regularnie pieniądze i okazałoby się, że coś kombinuję. A ja chcę być czysty.